# Valenciai körverseny
A Valenciai körverseny (hivatalos katalán nevén: Volta a la Comunitat Valenciana) egy évenként, Valencia tartományban megrendezett többnapos országúti kerékpárverseny. Az első versenyt  Vuelta a Levante néven 1929-ben rendezték, ezt követően rövid kihagyások voltak, amikor a versenyt nem rendezték meg. A legutolsó szünet 2009-2015 között volt, azóta minden évben sor került az eseményre. Tekintettel a tradíciókra, már 2010-11-ben megpróbálták a versenyt újraéleszteni, az első kisérlet azonban, hogy a Nemzetközi Kerékpáros-szövetség Europe Tour részévé váljon a verseny, sikertelen volt. 2015-ben azonban már Ángel Casero, a 2001-es Vuelta győztesének vezetésével eredményes volt a lobbi, és a verseny ismét a versenynaptár részévé vált. 2020-tól a rendezvény az UCI ProSeries (a második legrangosabb sorozat a WorldTour után) részévé vált. A verseny jellemzően a szezon első fontosabb többnapos versenye, amelyen általában számos WorldTeam csapat, azaz a legjobbak is indulnak. 
2022-ben rajthoz áll Valter Attila a Groupama-FDJ színeiben, és Peák Barnabás is az Intermarché–Wanty–Gobert Matériaux csapattal.

## Dobogósok
| Év   | Győztes                       | Második                      | Harmadik                   |
| ---- | ----------------------------- | ---------------------------- | -------------------------- |
| 1929 | Salvador Cardona              | Valeriano Riera Franco       | Joan Mateu Ribé            |
| 1930 | Mariano Cañardo               | Josep Maria Sans Ciurana     | Joan Mateu Ribé            |
| 1931 | Fédérico Ezquerra             | Valeriano Riera Franco       | Mariano Cañardo            |
| 1932 | Ricardo Montero               | Mariano Cañardo              | Antonio Escuriet           |
| 1933 | Antonio Escuriet              | Emiliano Álvarez             | Fédérico Ezquerra          |
| 1940 | Fédérico Ezquerra             | Diego Chafer                 | Antonio Escuriet           |
| 1942 | Julián Berrendero             | Fermo Camellini              | Diego Chafer               |
| 1943 | Francisco Antonio Andrés      | Julián Berrendero            | Isidro Bejarano            |
| 1944 | Antonio Martín Eguia          | Vicente Miró                 | Delio Rodríguez            |
| 1947 | Joaquim Olmos                 | Agustí Miró i Caballé        | Juan Gimeno                |
| 1948 | Emilio Rodríguez              | Ricardo Ferrándiz            | Juan Gimeno                |
| 1949 | Joaquim Filba Pascual         | Matías Alemany Enseñat       | Antonio Sánchez Belando    |
| 1954 | Salvador Botella              | Vicente Iturat               | Bernardo Ruiz              |
| 1955 | Francesco Massip              | Mariano Corrales Lausín      | José Segú                  |
| 1956 | René Marigil                  | Antonio Bertrán Panadés      | José Escolano Sánchez      |
| 1957 | Bernardo Ruiz                 | Salvador Botella             | Andreu Trobat García       |
| 1958 | Hilaire Couvreur              | Joan Escolà                  | Julio San Emeterio Abascal |
| 1959 | Rik Van Looy                  | Edgard Sorgeloos             | Gilbert Desmet             |
| 1960 | Fernando Manzaneque           | Francisco Moreno Martínez    | Jesús Galdeano             |
| 1961 | Salvador Botella              | Joaquín Barceló Santonja     | Gabriel Mas                |
| 1962 | Fernando Manzaneque           | Antonio Bertrán Panadés      | Martín Colmenarejo         |
| 1963 | Martín Colmenarejo            | Raúl Rey Fomosel             | Esteban Martín Jiménez     |
| 1964 | Antonio Gómez del Moral       | Antón Barrutia Iturriagoitia | Eusebio Vélez              |
| 1965 | José Pérez-Francés            | José Suria                   | Sebastián Elorza Uría      |
| 1966 | Angelino Soler                | José Antonio Momene          | José Suria                 |
| 1967 | José Pérez-Francés            | Angelino Soler               | Eugenio Lisarde            |
| 1968 | Mariano Díaz                  | Andrés Gandarias Albizu      | Daniel Varela              |
| 1969 | Eddy Merckx                   | José Manuel López            | Gabriel Mascaró Febrer     |
| 1970 | Ventura Díaz                  | Jesús Manzaneque             | Joaquín Galera             |
| 1971 | José Manuel López             | Luis Ocaña                   | Juan Santiago Zurano Jerez |
| 1972 | Domingo Perurena              | Santiago Lazcano             | Tino Tabak                 |
| 1973 | José Antonio González Linares | José Manuel Fuente           | José Luis Abilleira        |
| 1974 | Marcello Bergamo              | José Luis Abilleira          | Pedro Torres               |
| 1975 | Vicente López Carril          | Santiago Lazcano             | Nemesio Jiménez            |
| 1976 | Gonzalo Aja                   | Jose Luis Viejo              | Joaquim Agostinho          |
| 1977 | Bernt Johansson               | René Leuenberger             | Custodio Mazuela           |
| 1979 | Vicente Belda                 | Bernardo Alfonsel            | Eulalio García Pereda      |
| 1980 | Klaus-Peter Thaler            | Eduardo Chozas               | Jordi Fortià Martí         |
| 1981 | Alberto Fernández Blanco      | Pedro Muñoz                  | Antonio Coll               |
| 1982 | Pedro Muñoz                   | Faustino Rupérez             | Bernardo Alfonsel          |
| 1983 | Reimund Dietzen               | Stefan Mutter                | Julián Gorospe             |
| 1984 | Bruno Cornillet               | Pello Ruiz Cabestany         | Ángel Camarillo            |
| 1985 | Jesús Blanco Villar           | Frits Pirard                 | Sean Kelly                 |
| 1986 | Bernard Hinault               | Jesús Blanco Villar          | Jörg Müller                |
| 1987 | Stephen Roche                 | Jesús Blanco Villar          | Julián Gorospe             |
| 1988 | Erich Maechler                | Julián Gorospe               | Jesús Blanco Villar        |
| 1989 | Pello Ruiz Cabestany          | Remig Stumpf                 | Charly Mottet              |
| 1990 | Tom Cordes                    | Erich Maechler               | Rolf Gölz                  |
| 1991 | Melcior Mauri                 | Steven Rooks                 | Peter Hilse                |
| 1992 | Melcior Mauri                 | Erik Breukink                | Andrea Chiurato            |
| 1993 | Julián Gorospe                | Stefano Della Santa          | Miguel Indurain            |
| 1994 | Vjacseszlav Jekimov           | Miguel Indurain              | Tony Rominger              |
| 1995 | Alex Zülle                    | Laurent Jalabert             | Abraham Olano              |
| 1996 | Laurent Jalabert              | Íñigo Cuesta                 | Mariano Rojas              |
| 1997 | Juan Carlos Domínguez         | Armand de Las Cuevas         | Christophe Moreau          |
| 1998 | Pascal Chanteur               | Bo Hamburger                 | Santos González            |
| 1999 | Alekszandr Vinokurov          | Wladimir Belli               | Javier Pascual Rodríguez   |
| 2000 | Abraham Olano                 | Juan Carlos Domínguez        | José Alberto Martínez      |
| 2001 | Fabian Jeker                  | Michael Boogerd              | Alekszandr Vinokurov       |
| 2002 | Alex Zülle                    | Ivan Basso                   | Claus Michael Møller       |
| 2003 | Dario Frigo                   | David Bernabeu               | Javier Pascual Llorente    |
| 2004 | Alejandro Valverde            | Antonio Colom                | David Blanco               |
| 2005 | Alessandro Petacchi           | Aitor Pérez                  | Antonio Colom              |
| 2006 | Antonio Colom                 | Ricardo Serrano              | David Bernabeu             |
| 2007 | Alejandro Valverde            | Tadej Valjavec               | Fränk Schleck              |
| 2008 | Rubén Plaza                   | Manuel Vázquez Hueso         | Xavier Florencio           |
| 2016 | Wout Poels                    | Luis León Sánchez            | Beñat Intxausti            |
| 2017 | Nairo Quintana                | Ben Hermans                  | Manuel Senni               |
| 2018 | Alejandro Valverde            | Luis León Sánchez            | Jakob Fuglsang             |
| 2019 | Ion Izagirre                  | Alejandro Valverde           | Pello Bilbao               |
| 2020 | Tadej Pogačar                 | Jack Haig                    | Tao Geoghegan Hart         |
| 2021 | Stefan Küng                   | Nélson Oliveira              | Enric Mas                  |
| 2022 | Alekszandr Vlaszov            | Remco Evenepoel              | Carlos Rodriguez Cano      |
| 2023 | Rui Alberto Faria Da Costa    | Giulio Ciccone               | Tao Geoghegan Hart         |
| 2024 | Brandon McNulty               | Santiago Buitrago            | Alekszandr Vlaszov         |
| 2025 | Santiago Buitrago             | João Almeida                 | Pello Bilbao               |